# Wolfgang Georgsdorf
Wolfgang Georgsdorf (1964–1987 Adoptivname Wolfgang Hofmann; geb. 10. September 1959 in Linz) ist ein österreichischer Multimediakünstler, Regisseur, Erfinder, Zeichner, Maler, Bildhauer, Musiker und Autor.

## Leben

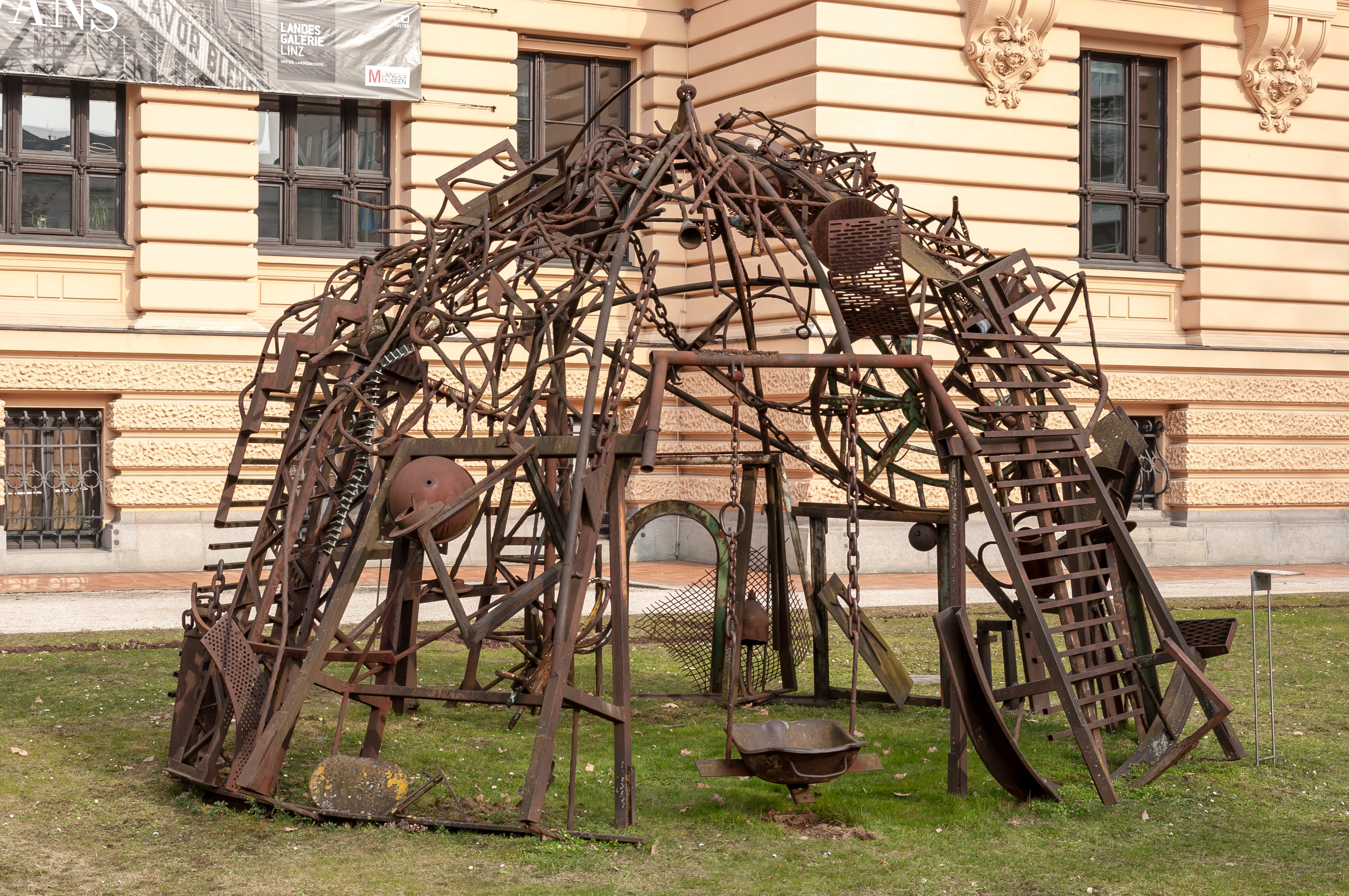
Kuppel, Museumspark Linz

Georgsdorf studierte von 1977 bis 1983 an der Hochschule für künstlerische und industrielle Gestaltung in Linz. Während dieser Zeit war er Mitbegründer der Stadtwerkstatt Linz und des Experimentalmusikprojekts Die Post. Zu seinen musikalischen Arbeiten zählen unter anderem Kompositionen für Heiner Müllers Duell-Traktor-Fatzer am Berliner Ensemble, Kompositionen für die von ihm gebauten Riesenwaldxylophone und seine Mitwirkung im Berlin Improvisers Orchestra als Geiger und Dirigent. Als Bildhauer schuf er unter anderem die Metallplastik Kuppel, die von 1983 bis 1996 im Museum Moderner Kunst (Palais Liechtenstein) in Wien stand und sich seit 1996 im Oberösterreichischen Landesmuseum in Linz befindet. Seit 1977 drehte er zahlreiche Avantgardefilme und war ab 1980 Mitglied der Austria Filmmakers Cooperative.

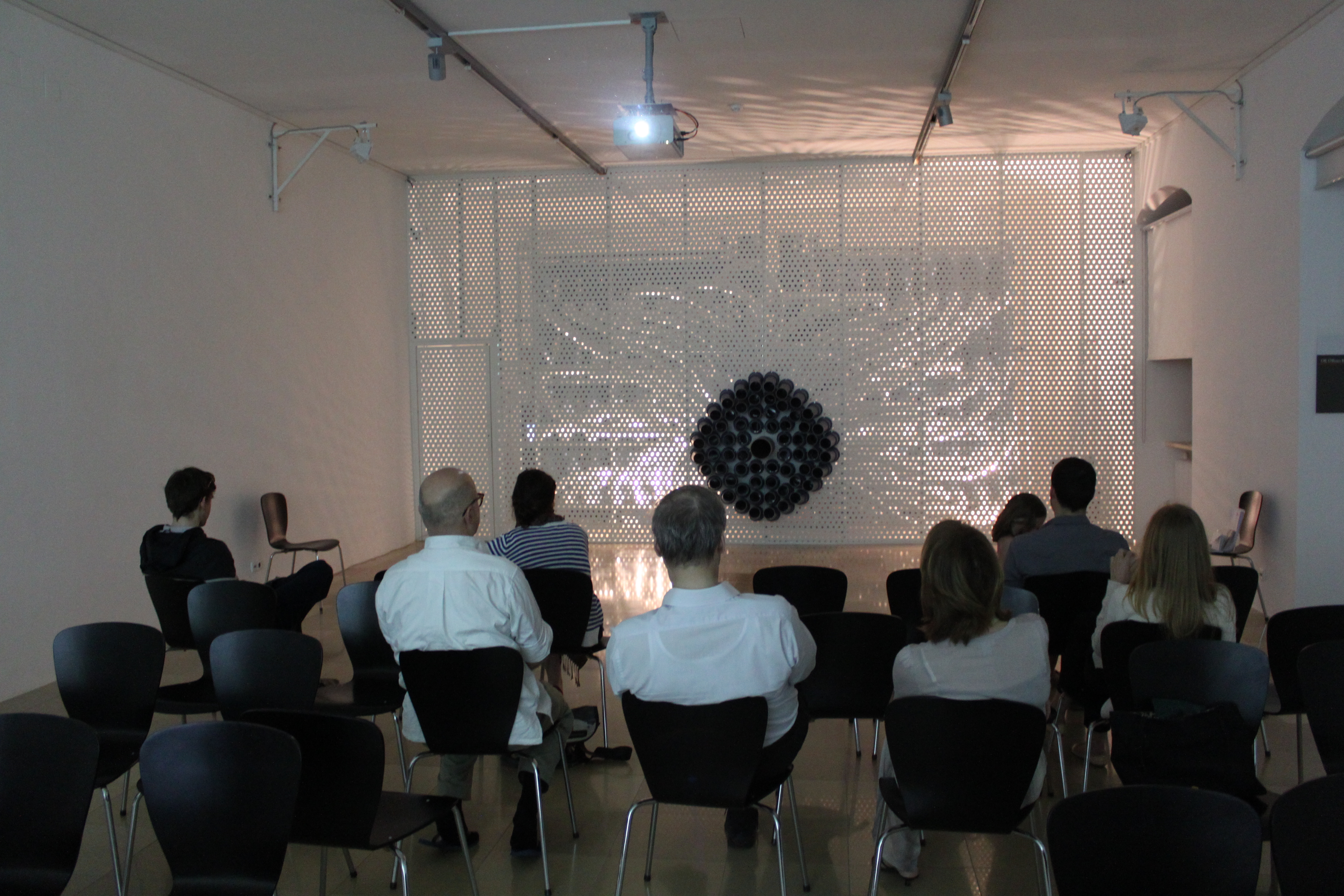
Smeller 2 (2013), OK Centrum für Gegenwartskunst, Oberösterreich

Seit den 1980er Jahren beschäftigt sich Georgsdorf mit olfaktorischer Kunst. 1996 baute er die erste Geruchsorgel, den mechanisch bedienbaren Prototypen Smeller 1 im Rahmen der Ausstellung Werk’Zeuge im OÖ Landesmuseum, mit dem tausende Gerüche statt Töne vom Publikum gespielt werden konnten. Von 1983 bis 1986 war Georgsdorf als Mitglied der Gruppe Minus Delta t am Bangkok-Projekt beteiligt. Er befasste sich seit den 1990er Jahren verstärkt mit interaktiven Medien.
Fasziniert von der Ästhetik, Mimik und Poesie in der Kommunikation Gehörloser, erlernte Georgsdorf die Gebärdensprache und veröffentlichte nach siebenjähriger Beschäftigung mit dem Thema im Jahr 2000 MUDRA, das erste digitale, bidirektionale Lexikon für Österreichische Gebärdensprache (ÖGS) in neun Dialekten. Unter anderem in den Projekten sinnlos und Deaf Dance setzte er sich künstlerisch mit dem Thema auseinander, drehte Videoclips über und in Gebärdensprache, veranstaltete szenische Vorträge zu Gehörlosenkultur und -sprache und organisierte Tanzveranstaltungen für Gehörlose und Hörende.
2005 wurde er als Speaker auf die erste Wikipedia-Weltkonferenz Wikimania eingeladen und trug seine Ideen von Gebärdensprache auf Wikipedia und sein Konzept Hyperfilm zur Integration des Wissens der analphabetischen Welt vor.
Zu seinen verschiedenen politischen und sozialen Interventionen gehörte unter anderem die im Jahre 2007 von ihm gegründete Bewegung Opal-so-nicht, der er als Sprecher vorstand, und die ein erfolgreiches Verfahren gegen ein Vorhaben der Unternehmen Gazprom und BASF im Naturpark Dahme-Heideseen nach sich zog.
Seit 2011 arbeitete Georgsdorf unter anderem an der Realisierung seines Langzeitprojekts Smeller 2, einer elektronischen Geruchsorgel, die in der Großausstellung Sinnesrausch im Oberösterreichischen Kulturquartier von Juni bis Oktober 2012 im ganztägigen Automatikbetrieb komplexe Geruchskompositionen verströmte. Für Smeller 2.0  erhielt Wolfgang Georgsdorf im Jahr 2013 den österreichischen Kulturpreis Outstanding Artist Award für Interdisziplinarität. 2016 widmete Georgsdorf seiner mit Smeller entwickelten Kunstpraxis „Osmodrama“ ein eigenes Festival gleichen Namens in Berlin, in dessen Rahmen zeitbasierte olfaktorische Kunst in exemplarischen Verbindungsbeispielen mit geläufigen künstlerischen Disziplinen gezeigt wurden. Auch die Synosmie „Autocomplete“, eine abstrakte und rein olfaktorische Erzählung, hatte auf diesem Festival ihre Premiere.
Wolfgang Georgsdorf lebte mit der Schauspielerin Eva Mattes und zwei Kindern in Berlin.

## Filmografie (Auswahl)
- 1977: Sub und Ultra
- 1979: Rom
- 1980: Unter der Tonne
- 1981: Hängende Männer
- 1981: In the Dim of Proximity
- 1982: Gärtrommel
- 1985: Simultan Dolmetsch
- 1992: Salzburg Skizzen Tag und Nacht
- 1993: Zelt an der Donau
- 1995: Towards Human Rights
- 1999: Ballade Berlin
- 2008: Hammer

## Ausstellungen (Auswahl)

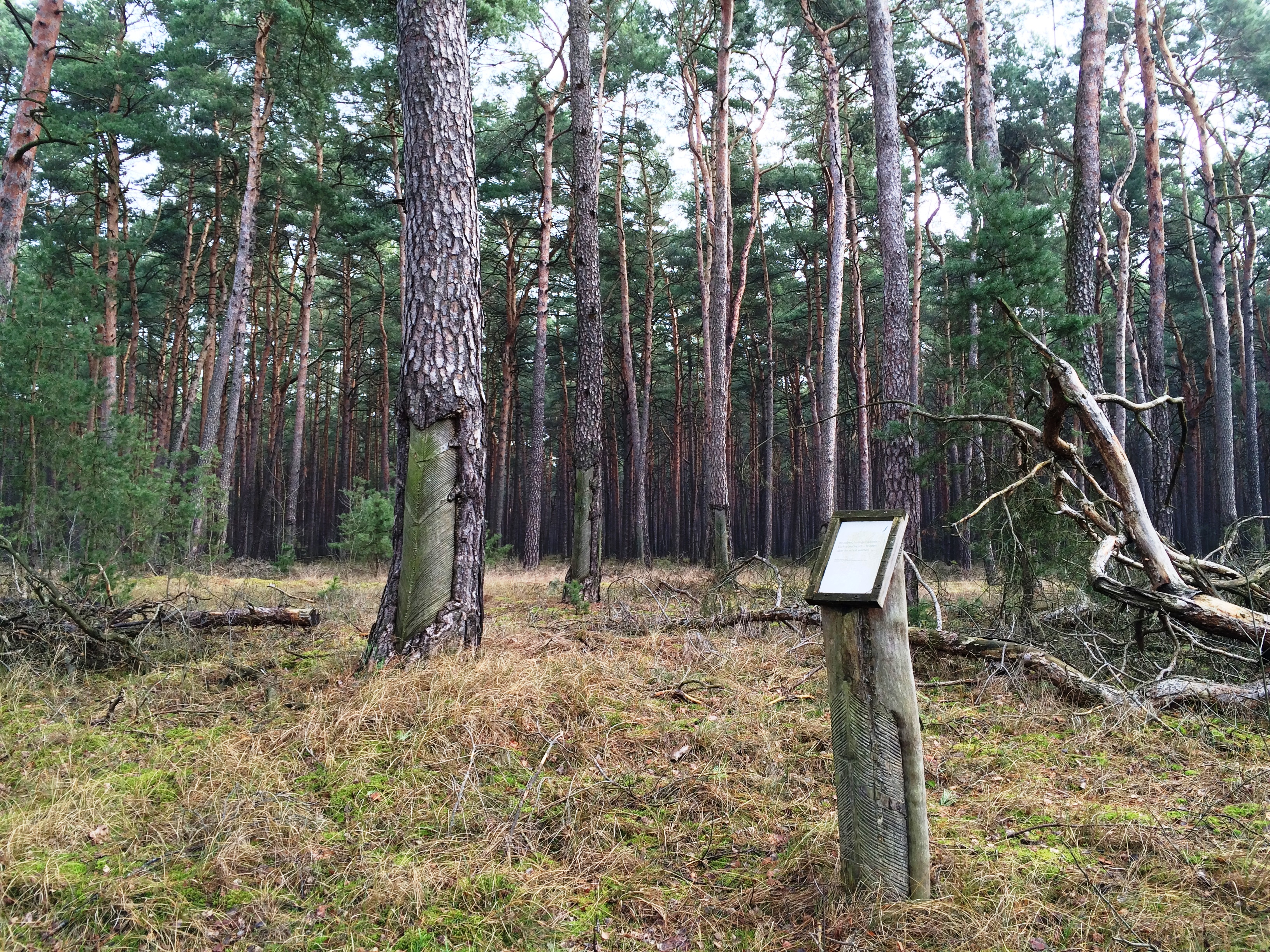
Lesefährten Waldweisen in Märkisch Buchholz

- 1990: Decharge, Fondation Cartier, Paris / Jouy en Josas.
- 1990: Fünfte Lade, Galerie Hofkabinett und Kleine Galerie, Wien.
- 2003: sinnlos – die Kunst / die Körper / die Fremdkörper, Künstlerhaus Graz, Graz.
- 2005: Auf wär men, Galerie Hofkabinett, Linz. V.
- 2006: Balla Balla Bar, Performance, Berlin[18]
- 2006: Lesefährten Waldweisen, Brandenburg.
- 2008: Waldxylofon Brandenburg, Brandenburg.[19]
- 2008/2009: Lichtung, Copyright Projektbüro, Berlin[20]
- 2011: Xylomat/Permanent Conference in Jahr der Wälder, Galerie ZS-Art Wien, Museum Niederösterreich, Kunstmuseum Stift Klosterneuburg.
- 2012: Smeller 2.0, Smeller 1.0 in Sinnesrausch, O. Ö. Kulturquartier, OK Centrum für Gegenwartskunst.
- 2016: Osmodrama, St.-Johannes-Evangelist-Kirche, Berlin (in Kooperation mit Radialsystem V und ilb).
- 2018: Martin Gropius Bau Berlin, Installation Smeller 2.0 und Osmodrama Synosmie Quarter Autocomplete - Evolution in 12 Minutes in der Ausstellung der Berliner Festspiele Welt ohne Außen - Immersive Räume seit den 1960er Jahren.
- 2019: Königsplatz Düsseldorf, Osmodrama via Smeller 2.0 im Auftrag der Fragrance Foundation

## Auszeichnungen
- 1990 Stipendium der Fondation Cartier
- 2013 Outstanding Artist Award des Österreichischen Bundesministeriums für Kunst und Kultur für die Arbeit Smeller 2.0
- 2017 Sadakichi Award / Art and Olfaction Award für Osmodrama Berlin 2016 via Smeller 2.0
- 2017 Nominierung für den Kunst- und Wissenschaftspreis des Dresdner Zentrums für Wissenschaft und Kunst